# Сариоя (приток Пизьмы)
Сариоя — река в России, протекает по территории Боровского сельского поселения Калевальского района Республики Карелии. Длина реки — 12 км.
Сариоя течёт преимущественно в северо-восточном направлении по заболоченной местности.
Река в общей сложности имеет семь малых притоков суммарной длиной 13 км.
Втекает с правого берега  в реку Пизьму. Пизьма впадает в озеро Юлиярви, через которое протекает река Кемь.
Населённые пункты на реке отсутствуют.
Код объекта в государственном водном реестре — 02020000912102000003587.